# KF Vora
Klubi i Futbollit Vora – albański klub piłkarski z siedzibą w mieście Vorë. Został założony w 2011, obecnie występuje w Kategoria Superiore.

## Sezony
Stan na koniec sezonu 2024/2025
| Sezon     | Rozgrywki ligowe | Rozgrywki ligowe         | Rozgrywki ligowe | Puchar Albanii | Uwagi               | Uwagi |
| Sezon     | Liga             | Liga                     | Miejsce          | Puchar Albanii | Uwagi               | Uwagi |
| --------- | ---------------- | ------------------------ | ---------------- | -------------- | ------------------- | ----- |
| 2011/2012 | IV               | Kategoria e Tretë        | 1                | –              | Zwycięstwo w finale |       |
| 2012/2013 | III              | Kategoria e Dytë (gr. A) | 4/10             | –              |                     |       |
| 2013/2014 | III              | Kategoria e Dytë (gr. A) | 3/13             | –              |                     |       |
| 2014/2015 | III              | Kategoria e Dytë (gr. A) | 5/13             | 1/16 finału    |                     |       |
| 2015/2016 | III              | Kategoria e Dytë (gr. A) | 7/12             | –              |                     |       |
| 2016/2017 | III              | Kategoria e Dytë (gr. A) | 3/13             | –              |                     |       |
| 2017/2018 | III              | Kategoria e Dytë (gr. A) | 1/13             | Runda wstępna  | Zwycięstwo w finale |       |
| 2018/2019 | II               | Kategoria e Parë (gr. A) | 10/10            | 1/16 finału    |                     |       |
| 2019/2020 | III              | Kategoria e Dytë (gr. A) | 1/12             | 1/16 finału    | Zwycięstwo w finale |       |
| 2020/2021 | II               | Kategoria e Parë (gr. A) | 4/9              | 1/16 finału    |                     |       |
| 2021/2022 | II               | Kategoria e Parë         | 15/16            | 1/16 finału    |                     |       |
| 2022/2023 | III              | Kategoria e Dytë (gr. A) | 1/11             | 1/16 finału    | Zwycięstwo w finale |       |
| 2023/2024 | II               | Kategoria e Parë         | 4/12             | 1/16 finału    |                     |       |
| 2024/2025 | II               | Kategoria e Parë         | 1/12             | 1/8 finału     |                     |       |
| 2025/2026 | I                | Kategoria Superiore      |                  |                |                     |       |